# Zamek Książąt Pomorskich w Darłowie
Zamek Książąt Pomorskich w Darłowie – jedyny w Polsce nadmorski gotycki zamek wybudowany na planie zbliżonym do kwadratu z wieżą wysokości 24 metrów. Budowę zamku rozpoczęto w 1352 za panowania Bogusława V, na ten okres datuje się też początek współpracy miasta z Hanzą. W XVIII i XIX w. w zamku znajdowały się magazyny, szpital, sąd i więzienie, od 1930 muzeum. Siedziba Zamku Książąt Pomorskich – Muzeum w Darłowie.

## Historia
W latach 1449–1459 zamek został przebudowany przez Eryka Pomorskiego z wzmocnieniem funkcji obronnych na wzór wcześniejszej siedziby księcia, zamku Kronborg. W 1622 książę Bogusław XIV pozostawił zamek Danii. Po jego śmierci zamek obejmowali ordynaci z dynastii Oldenburgów. W 1773 król Danii Chrystian VII Oldenburg przekazał zamek królowi Prus Fryderykowi II Wielkiemu Hohenzollernowi. Król pruski Fryderyk Wilhelm III kazał zburzyć mur otaczający zamek i wybudować w nim wojskowe koszary. W latach 1807–1808 na zamku znajdował się szpital dla żołnierzy wojsk napoleońskich. W 1840, po koronacji króla Prus Fryderyka Wilhelm IV, w zamku odbywały się uczty na cześć nowego króla. W czasie powstania styczniowego królowie Danii – najpierw Fryderyk VII, potem Chrystian IX Glücksburg – walczyli o odzyskanie zamku książęcego w Darłowie. Dopiero po długich staraniach Chrystian IX odzyskał zamek, ale nie całe miasto. Ta dynastia rządziła zamkiem do 1912 i do momentu, kiedy Fryderyk VIII Glücksburg zmarł. Potem ambitny Chrystian X Glücksburg postanowił z zamku zrobić muzeum i zrealizował plan w 1930. W trakcie II wojny światowej zamek nie został zniszczony mimo zniszczeń, jakim uległo miasto. W 1945 na terenie zamku urządzono Muzeum Regionalne. W latach 1971–1988 dokonano remontu kapitalnego zamku z pomocą archeologów i konserwatorów zabytków. W dniu 22 października 1988 muzeum zostało ponownie otwarte dla zwiedzających.

## Architektura
Zamek założono na sztucznej wyspie powstałej między Wieprzą a Kanałem Młyńskim. Wzniesiony został z cegły na planie prostokąta o wymiarach 31 × 35 m. Posiadał dwie bramy: jedną w wysokiej wieży z przedbramiem wysuniętej przed kurtynę południowo-wschodnią, drugą w murze północno-zachodnim z podwójnym przelotem dla pieszych i pojazdów, która prowadziła do miasta. Zabudowę dziedzińca tworzyły: piętrowy, podpiwniczony budynek o wymiarach 12,5 × 15 m; piętrowy, podpiwniczony budynek na planie kwadratu o boku 8 m; Sala Rycerska – parterowy, również podpiwniczony budynek z końca XIV w. o czterech przęsłach, gwiaździstym sklepieniu i czterech wielkich oknach wychodzących na dziedziniec; oraz niewielki (4 × 8 m) dwupiętrowy obiekt przyległy do bramy prowadzącej do miasta. Całość otaczał mur obwodowy o wysokości około 15 m. Od południa do zamku przylegało przedzamcze. Z czasem powstał mur zewnętrzny otaczający zasadniczy obwód zamku oraz fosa od północy. Pod koniec XV w. do kurtyny zachodniej dostawiono nowy budynek o wymiarach 35 × 8 m. Za panowania Barnima XI nadbudowano Salę Rycerską i bramę południową o dwie kondygnacje, wzniesiono również nowy budynek bramy północnej, wysunięty poza linię murów. W czasach Bogusława XIV w skrzydle wschodnim powstała niezwykle bogato zdobiona kaplica zamkowa, na której wyposażeniu był m.in. srebrny ołtarz darłowski.

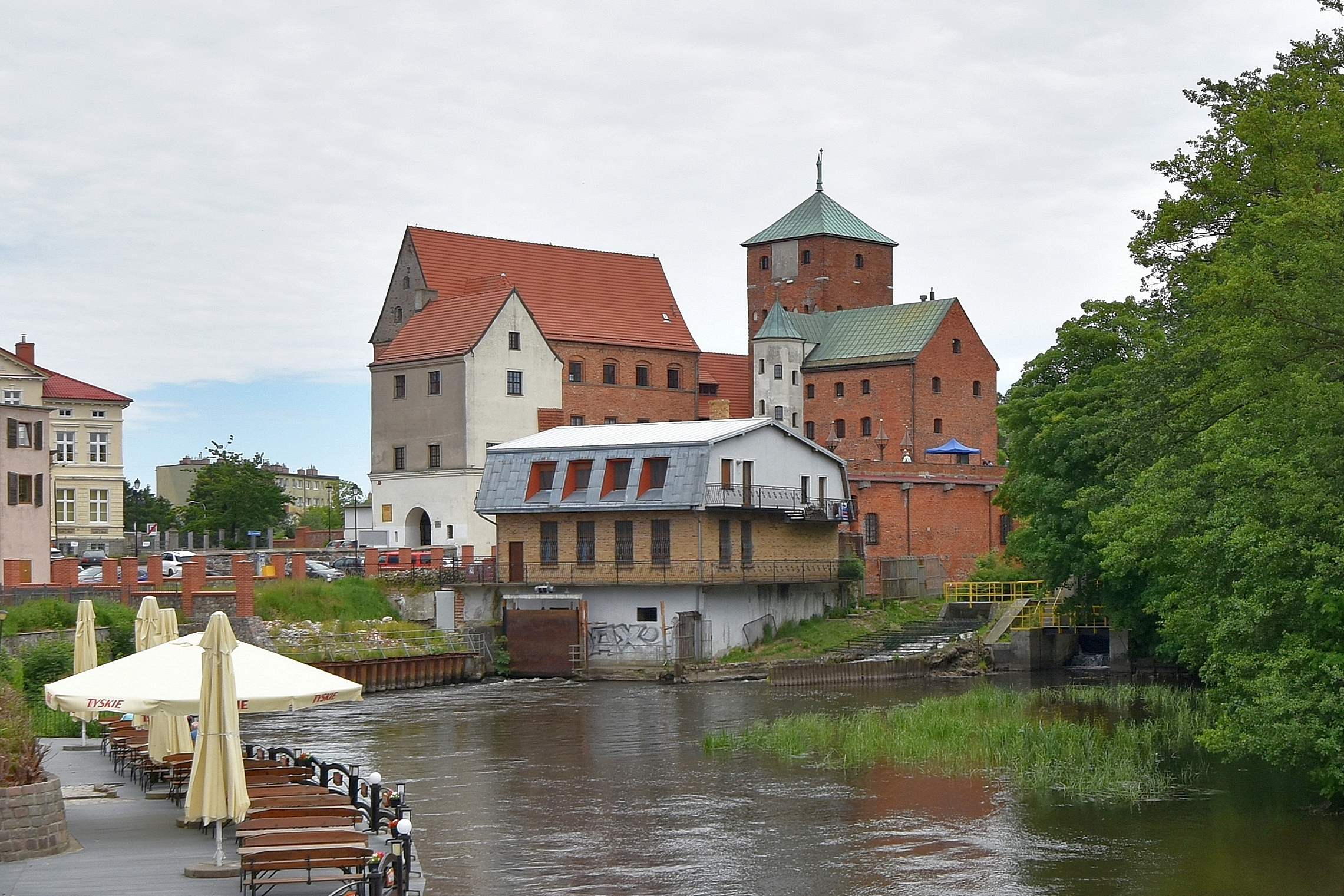
Widok od strony rzeki Wieprz
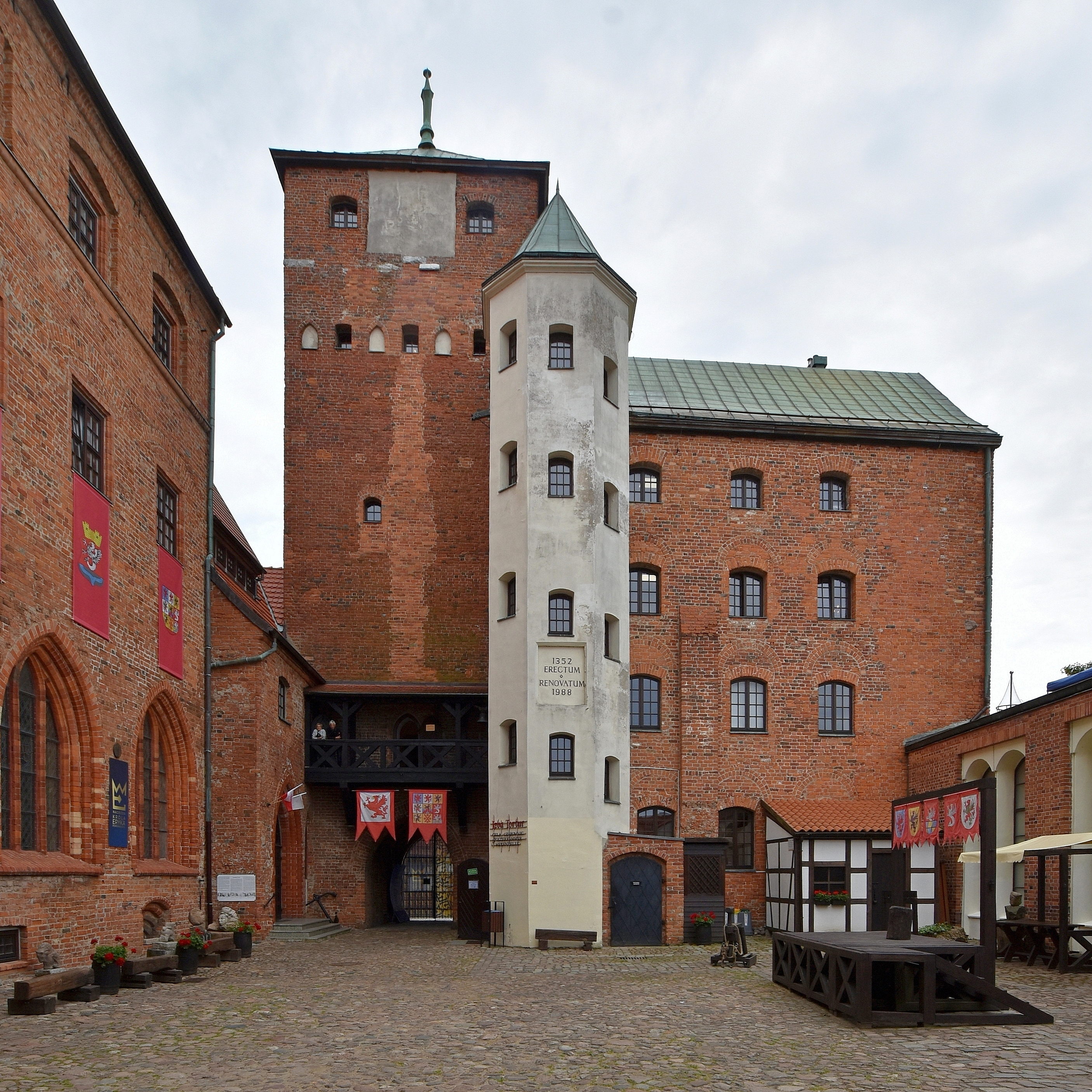
Diedziniec zamkowy
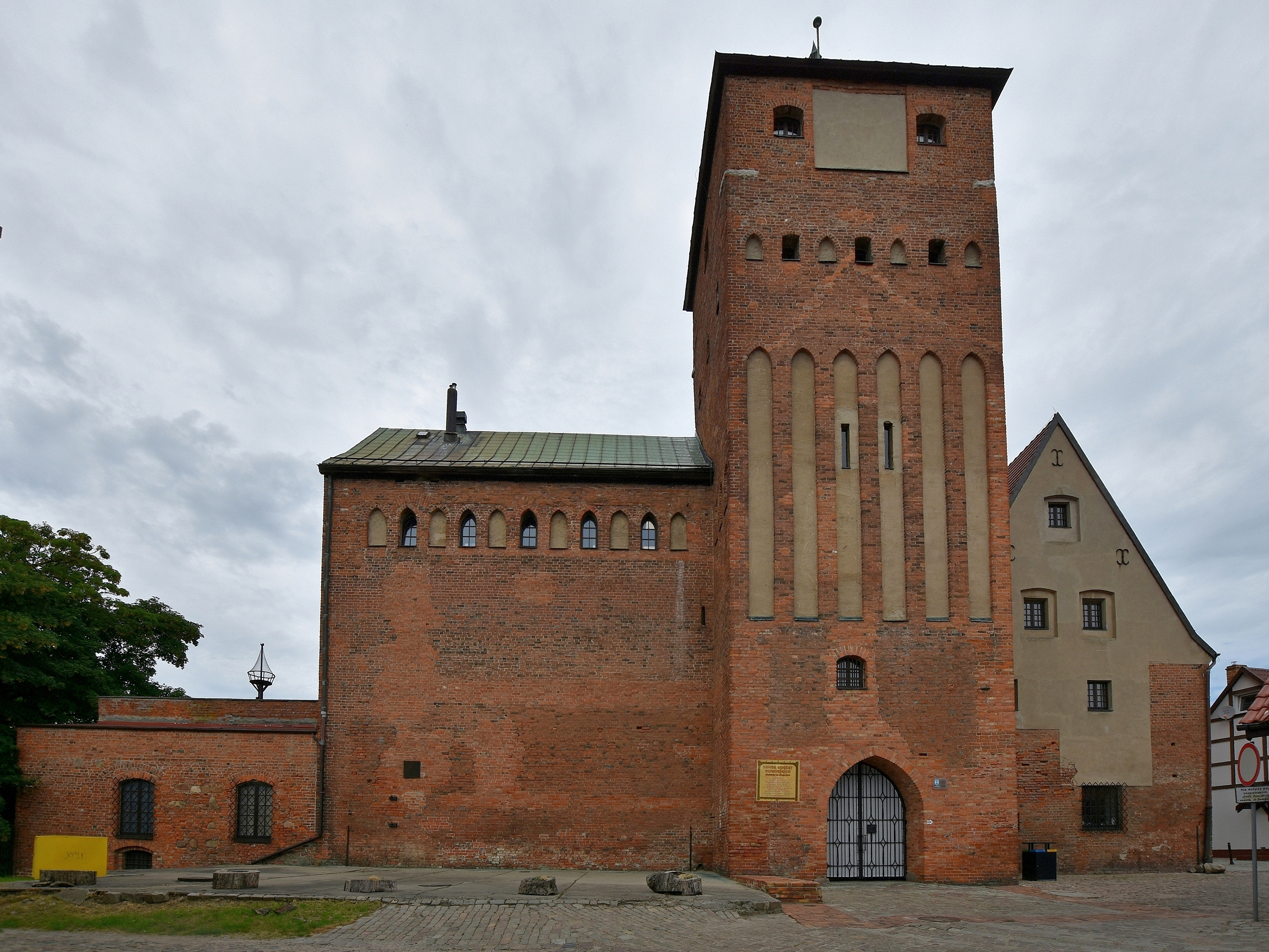
Elewacja południowa

## Muzeum
Na zamku można zwiedzić wysoką wieżę z atrakcyjnie oświetlonym, bardzo wąskim wejściem. W połowie wieży, w bocznej komnacie znajduje się wystawa ptaków. Na zamku znajduje się również wystawa morska z wieloma wystawami tematycznymi, między innymi: kłusownictwo, wojenne okręty morskie, cykl życia łososia. Dodatkowo można zobaczyć zabytkowe meble barokowe, narzędzia tortur, kolekcję sztuki wschodniej (japońskie wazy i naczynia, okładka Koranu), historyczne foldery reklamowe miasta Darłowo oraz fotografie sprzed lat, a także dziewięciopolowy herb księstwa pomorskiego.